# Klasika Primavera 2016
La 62e édition de la Klasika Primavera a eu lieu le 10 avril 2016. La course fait partie du calendrier UCI Europe Tour 2016 en catégorie 1.1.
L'épreuve a été remportée lors d'un sprint à quatre coureurs par l'Italien Giovanni Visconti (Movistar) qui s'impose devant deux Espagnols, son coéquipier Gorka Izagirre et Sergio Pardilla (Caja Rural-Seguros RGA) dans cet ordre.
Gorka Izagirre s'adjuge le classement de la montagne et le Russe Dmitri Strakhov (Lokosphinx) celui des sprints. La formation espagnole Movistar finit meilleure équipe.

## Présentation

### Équipes
Classée en catégorie 1.1 de l'UCI Europe Tour, la Klasika Primavera est par conséquent ouverte aux WorldTeams dans la limite de 50 % des équipes participantes, aux équipes continentales professionnelles, aux équipes continentales et aux équipes nationales.
Quatorze équipes participent à cette Klasika Primavera - une WorldTeam, deux équipes continentales professionnelles et onze équipes continentales :
| UCI WorldTeam   | UCI WorldTeam | UCI WorldTeam |
| Nom de l'équipe | Pays          | Code          |
| --------------- | ------------- | ------------- |
| Movistar        | Espagne       | MOV           |

| Équipes continentales professionnelles | Équipes continentales professionnelles | Équipes continentales professionnelles |
| Nom de l'équipe                        | Pays                                   | Code                                   |
| -------------------------------------- | -------------------------------------- | -------------------------------------- |
| Caja Rural-Seguros RGA                 | Espagne                                | CJR                                    |
| ONE                                    | Royaume-Uni                            | ONE                                    |

| Équipes continentales         | Équipes continentales  | Équipes continentales |
| Nom de l'équipe               | Pays                   | Code                  |
| ----------------------------- | ---------------------- | --------------------- |
| Burgos BH                     | Espagne                | BUR                   |
| Dare Gobic                    | Serbie                 | DAG                   |
| Euskadi Basque Country-Murias | Espagne                | EUS                   |
| Inteja-MMR Dominican          | République dominicaine | DCT                   |
| Lokosphinx                    | Russie                 | LOK                   |
| Louletano-Hospital de Loulé   | Portugal               | LHL                   |
| Manzana Postobón              | Colombie               | MZN                   |
| Massi-Kuwait Project          | Koweït                 | KCP                   |
| Rádio Popular-Boavista        | Portugal               | RPB                   |
| Sporting-Tavira               | Portugal               | TAV                   |
| W52-FC Porto                  | Portugal               | W52                   |

### Primes
Les vingt prix sont attribués suivant le barème de l'UCI,. Le total général des prix distribués est de 14 477 €.
| Position | 1er     | 2e      | 3e      | 4e    | 5e    | 6e    | 7e    | 8e    | 9e    | 10e à 20e |
| Prix     | 5 785 € | 2 895 € | 1 445 € | 715 € | 580 € | 433 € | 433 € | 287 € | 287 € | 147 €     |

## Classements

### Classement final
| Classement final | Classement final   | Classement final | Classement final              | Classement final  |
|                  | Coureur            | Pays             | Équipe                        | Temps             |
| ---------------- | ------------------ | ---------------- | ----------------------------- | ----------------- |
| 1er              | Giovanni Visconti  | Italie           | Movistar                      | en 3 h 56 min 4 s |
| 2e               | Gorka Izagirre     | Espagne          | Movistar                      | + 0 s             |
| 3e               | Sergio Pardilla    | Espagne          | Caja Rural-Seguros RGA        | + 0 s             |
| 4e               | Alejandro Valverde | Espagne          | Movistar                      | + 0 s             |
| 5e               | Sergey Shilov      | Russie           | Lokosphinx                    | + 1 min 33 s      |
| 6e               | Carlos Barbero     | Espagne          | Caja Rural-Seguros RGA        | + 1 min 33 s      |
| 7e               | Aritz Bagües       | Espagne          | Euskadi Basque Country-Murias | + 1 min 33 s      |
| 8e               | Peio Bilbao        | Espagne          | Caja Rural-Seguros RGA        | + 1 min 33 s      |
| 9e               | Karol Domagalski   | Pologne          | ONE                           | + 1 min 33 s      |
| 10e              | Dmitriy Sokolov    | Russie           | Lokosphinx                    | + 1 min 33 s      |
| modifier         |                    |                  |                               |                   |

### Classements annexes
| Classement de la montagne | Classement de la montagne | Classement de la montagne | Classement de la montagne | Classement de la montagne |
| ------------------------- | ------------------------- | ------------------------- | ------------------------- | ------------------------- |
|                           | Coureur                   | Pays                      | Équipe                    | Point(s)                  |
| 1er                       | Gorka Izagirre            | Espagne                   | Movistar                  | 24 points                 |
| 2e                        | Alejandro Valverde        | Espagne                   | Movistar                  | 24 pts                    |
| 3e                        | Sergio Pardilla           | Espagne                   | Caja Rural-Seguros RGA    | 20 pts                    |
| modifier                  |                           |                           |                           |                           |

| Classement des sprints | Classement des sprints | Classement des sprints | Classement des sprints | Classement des sprints |
| ---------------------- | ---------------------- | ---------------------- | ---------------------- | ---------------------- |
|                        | Coureur                | Pays                   | Équipe                 | Point(s)               |
| 1er                    | Dmitri Strakhov        | Russie                 | Lokosphinx             | 3 points               |
| 2e                     | Javier Aramendia       | Espagne                | Caja Rural-Seguros RGA | 1 pt                   |
| modifier               |                        |                        |                        |                        |

| \| Classement par équipes[1] \| Classement par équipes[1] \| Classement par équipes[1] \| Classement par équipes[1] \| \| \| Équipe \| Pays \| Temps \| \| ------------------------- \| ------------------------- \| ------------------------- \| ------------------------- \| \| 1re \| Movistar \| Espagne \| en 11 h 50 min 12 s \| \| 2e \| Caja Rural-Seguros RGA \| Espagne \| + 3 min 6 s \| \| 3e \| Lokosphinx \| Russie \| + 4 min 39 s \| \| modifier \| \| \| \| |                        |         |                     |
| Classement par équipes |                        |         |                     |
| | Équipe                 | Pays    | Temps               |
| 1re | Movistar               | Espagne | en 11 h 50 min 12 s |
| 2e | Caja Rural-Seguros RGA | Espagne | + 3 min 6 s         |
| 3e | Lokosphinx             | Russie  | + 4 min 39 s        |
| modifier |                        |         |                     |

### UCI Europe Tour
Cette Klasika Primavera attribue des points pour l'UCI Europe Tour 2016, par équipes seulement aux coureurs des équipes continentales professionnelles et continentales, individuellement à tous les coureurs sauf ceux faisant partie d'une équipe ayant un label WorldTeam.
| Position           | 1er | 2e | 3e | 4e | 5e | 6e | 7e | 8e | 9e | 10e | 11e | 12e | 13e à 15e | 16e à 25e |
| Classement général | 125 | 85 | 70 | 60 | 50 | 40 | 35 | 30 | 25 | 20  | 15  | 10  | 5         | 3         |

## Liste des participants
- Liste de départ complète

| Légende | Légende                                                                    | Légende | Légende                                                    |
| ------- | -------------------------------------------------------------------------- | ------- | ---------------------------------------------------------- |
| Num     | Dossard de départ porté par le coureur sur cette Klasika Primavera         | Pos     | Position à l'arrivée de la course                          |
|         | Indique un maillot de champion national ou mondial, suivi de sa spécialité | NP      | Indique un coureur qui n'a pas pris le départ de la course |
| AB      | Indique un coureur qui n'a pas terminé la course                           | HD      | Indique un coureur qui a terminé la course hors des délais |

| Movistar MOV                            | Movistar MOV                     | Movistar MOV |
| --------------------------------------- | -------------------------------- | ------------ |
| Num                                     | Coureur                          | Pos          |
| 1                                       | Alejandro Valverde (ESP) (Route) | 4e           |
| 2                                       | Winner Anacona (COL)             | AB           |
| 3                                       | Carlos Betancur (COL)            | AB           |
| 4                                       | Jesús Herrada (ESP)              | 33e          |
| 5                                       | Gorka Izagirre (ESP)             | 2e           |
| 6                                       | Ion Izagirre (ESP)               | 38e          |
| 8                                       | Rory Sutherland (AUS)            | 37e          |
| 9                                       | Giovanni Visconti (ITA)          | 1er          |
| Directeur sportif : José Luis Jaimerena |                                  |              |

| Caja Rural-Seguros RGA CJR             | Caja Rural-Seguros RGA CJR  | Caja Rural-Seguros RGA CJR |
| -------------------------------------- | --------------------------- | -------------------------- |
| Num                                    | Coureur                     | Pos                        |
| 11                                     | Peio Bilbao (ESP)           | 8e                         |
| 12                                     | Carlos Barbero (ESP)        | 6e                         |
| 13                                     | Javier Aramendia (ESP)      | 76e                        |
| 14                                     | Hugh Carthy (GBR)           | 39e                        |
| 15                                     | Sergio Pardilla (ESP)       | 3e                         |
| 16                                     | Diego Rubio Hernández (ESP) | 25e                        |
| 17                                     | Jaime Rosón (ESP)           | 34e                        |
| 18                                     | Ricardo Vilela (POR)        | 82e                        |
| Directeur sportif : Eugenio Goikoetxea |                             |                            |

| ONE                                 | ONE                    | ONE |
| ----------------------------------- | ---------------------- | --- |
| Num                                 | Coureur                | Pos |
| 21                                  | Tom Baylis (GBR)       | AB  |
| 22                                  | Karol Domagalski (POL) | 9e  |
| 23                                  | John Ebsen (DEN)       | 36e |
| 24                                  | Richard Handley (GBR)  | 41e |
| 25                                  | Joshua Hunt (GBR)      | 78e |
| 26                                  | Kristian House (GBR)   | 69e |
| 27                                  | James Oram (NZL)       | 18e |
| 28                                  | Steele Von Hoff (AUS)  | 55e |
| Directeur sportif : Matthew Winston |                        |     |

| Sporting-Tavira TAV             | Sporting-Tavira TAV        | Sporting-Tavira TAV |
| ------------------------------- | -------------------------- | ------------------- |
| Num                             | Coureur                    | Pos                 |
| 31                              | David de la Fuente (ESP)   | 19e                 |
| 32                              | Mario González Salas (ESP) | 45e                 |
| 33                              | Jesús Ezquerra (ESP)       | 13e                 |
| 34                              | Óscar González Brea (ESP)  | 83e                 |
| 35                              | Shaun-Nick Bester (RSA)    | 56e                 |
| 36                              | David Livramento (POR)     | 80e                 |
| 37                              | Júlio Gonçalves (POR)      | 75e                 |
| 39                              | Rafael Lourenço (POR)      | AB                  |
| Directeur sportif : Vidal Fitas |                            |                     |

| Euskadi Basque Country-Murias EUS | Euskadi Basque Country-Murias EUS | Euskadi Basque Country-Murias EUS |
| --------------------------------- | --------------------------------- | --------------------------------- |
| Num                               | Coureur                           | Pos                               |
| 41                                | Garikoitz Bravo (ESP)             | 12e                               |
| 42                                | Beñat Txoperena (ESP)             | 50e                               |
| 43                                | Aritz Bagües (ESP)                | 7e                                |
| 44                                | Mikel Bizkarra (ESP)              | 32e                               |
| 46                                | Eneko Lizarralde (ESP)            | 66e                               |
| 47                                | Adrián González (ESP)             | 47e                               |
| 48                                | Aitor González Prieto (ESP)       | 68e                               |
| 49                                | Alex Aranburu (ESP)               | 21e                               |
| Directeur sportif : Jon Odriozola |                                   |                                   |

| Burgos BH BUR                       | Burgos BH BUR        | Burgos BH BUR |
| ----------------------------------- | -------------------- | ------------- |
| Num                                 | Coureur              | Pos           |
| 52                                  | Jesús del Pino (ESP) | 35e           |
| 53                                  | Víctor Martín (ESP)  | AB            |
| 54                                  | Pablo Torres (ESP)   | 24e           |
| 55                                  | Ibai Salas (ESP)     | 17e           |
| 56                                  | Arnau Solé (ESP)     | 85e           |
| 58                                  | Daniel López (ESP)   | 64e           |
| 59                                  | Igor Merino (ESP)    | 31e           |
| 60                                  | Álvaro Robredo (ESP) | AB            |
| Directeur sportif : Darío Hernández |                      |               |

| Inteja-MMR Dominican DCT              | Inteja-MMR Dominican DCT | Inteja-MMR Dominican DCT |
| ------------------------------------- | ------------------------ | ------------------------ |
| Num                                   | Coureur                  | Pos                      |
| 61                                    | Diego Milán (DOM)        | AB                       |
| 62                                    | Fernando Grijalba (ESP)  | 22e                      |
| 63                                    | Rafael Márquez (ESP)     | 60e                      |
| 64                                    | Israel Nuño (ESP)        | 44e                      |
| 65                                    | Adrián Núñez (DOM)       | AB                       |
| 68                                    | Ignacio Sarabia (MEX)    | 79e                      |
| 69                                    | Leonardo Mazara (DOM)    | AB                       |
| 70                                    | William Guzmán (DOM)     | AB                       |
| Directeur sportif : Domènec Carbonell |                          |                          |

| Lokosphinx LOK                       | Lokosphinx LOK         | Lokosphinx LOK |
| ------------------------------------ | ---------------------- | -------------- |
| Num                                  | Coureur                | Pos            |
| 71                                   | Sergey Shilov (RUS)    | 5e             |
| 72                                   | Dmitriy Sokolov (RUS)  | 10e            |
| 73                                   | Vasily Neustroev (RUS) | 51e            |
| 74                                   | Alexander Vdovin (RUS) | 14e            |
| 75                                   | Sergey Vdovin (RUS)    | 52e            |
| 76                                   | Artem Samolenkov (RUS) | 40e            |
| 77                                   | Dmitri Strakhov (RUS)  | 81e            |
| 78                                   | Vadim Zhuravlev (RUS)  | 46e            |
| Directeur sportif : Vladimir Kolosov |                        |                |

| Louletano-Hospital de Loulé LHL   | Louletano-Hospital de Loulé LHL | Louletano-Hospital de Loulé LHL |
| --------------------------------- | ------------------------------- | ------------------------------- |
| Num                               | Coureur                         | Pos                             |
| 81                                | Vicente García de Mateos (ESP)  | 16e                             |
| 83                                | Sandro Pinto (POR)              | 59e                             |
| 85                                | José de Segovia (ESP)           | AB                              |
| 86                                | Eloy Teruel (ESP)               | AB                              |
| 87                                | Cristian Cañada (ESP)           | 63e                             |
| 88                                | André Evangelista (POR)         | 74e                             |
| 89                                | Francisco Cantero (ESP)         | AB                              |
| 90                                | Micael Isidoro (POR)            | 58e                             |
| Directeur sportif : Jorge Piedade |                                 |                                 |

| Massi-Kuwait Project KCP           | Massi-Kuwait Project KCP | Massi-Kuwait Project KCP |
| ---------------------------------- | ------------------------ | ------------------------ |
| Num                                | Coureur                  | Pos                      |
| 91                                 | Rubén Caseny (ESP)       | AB                       |
| 92                                 | Axel Costa (ESP)         | 53e                      |
| 93                                 | Andreas Keuser (GER)     | AB                       |
| 94                                 | Marc Vilanova (ESP)      | AB                       |
| 95                                 | David Clarke (GBR)       | AB                       |
| 98                                 | Ali Moslim (KUW)         | AB                       |
| 99                                 | Jonathan Sarmiento (COL) | 73e                      |
| 100                                | Mehdi Tigrine (BEL)      | 84e                      |
| Directeur sportif : Josep Codinach |                          |                          |

| Manzana Postobón MZN                          | Manzana Postobón MZN      | Manzana Postobón MZN |
| --------------------------------------------- | ------------------------- | -------------------- |
| Num                                           | Coureur                   | Pos                  |
| 101                                           | Bernardo Suaza (COL)      | 67e                  |
| 102                                           | Juan Pablo Villegas (COL) | 65e                  |
| 103                                           | Hernando Bohórquez (COL)  | 43e                  |
| 104                                           | Hernán Parra (COL)        | 77e                  |
| 105                                           | Peio Goikoetxea (ESP)     | 62e                  |
| 107                                           | Sebastián Molano (COL)    | 70e                  |
| 108                                           | Yecid Sierra (COL)        | 71e                  |
| 109                                           | Marco Suesca (COL)        | 72e                  |
| Directeur sportif : Luis Fernando Saldarriaga |                           |                      |

| W52-FC Porto W52                 | W52-FC Porto W52         | W52-FC Porto W52 |
| -------------------------------- | ------------------------ | ---------------- |
| Num                              | Coureur                  | Pos              |
| 112                              | Daniel Freitas (POR)     | 54e              |
| 113                              | António Carvalho (POR)   | 42e              |
| 114                              | Raúl Alarcón (ESP)       | AB               |
| 115                              | Juan Ignacio Pérez (ESP) | 20e              |
| 116                              | Rafael Reis (POR)        | 23e              |
| 117                              | João Rodrigues (POR)     | 49e              |
| 119                              | Ricardo Mestre (POR)     | 48e              |
| 120                              | Ángel Sánchez (ESP)      | AB               |
| Directeur sportif : Nuno Ribeiro |                          |                  |

| Dare Gobic DAG                          | Dare Gobic DAG            | Dare Gobic DAG |
| --------------------------------------- | ------------------------- | -------------- |
| Num                                     | Coureur                   | Pos            |
| 121                                     | Carlos Lorente (ESP)      | 57e            |
| 122                                     | Javier Valero (ESP)       | AB             |
| 123                                     | Antonio Domene (ESP)      | AB             |
| 124                                     | Juan Jesús Martínez (ESP) | AB             |
| 125                                     |                           |                |
| 126                                     | Juan Jesús Mata (ESP)     | AB             |
| 127                                     |                           |                |
| 128                                     |                           |                |
| Directeur sportif : José Antonio Ortuño |                           |                |

| Rádio Popular-Boavista RPB          | Rádio Popular-Boavista RPB | Rádio Popular-Boavista RPB |
| ----------------------------------- | -------------------------- | -------------------------- |
| Num                                 | Coureur                    | Pos                        |
| 131                                 | Víctor Etxeberria (ESP)    | 29e                        |
| 132                                 | Frederico Figueiredo (POR) | 26e                        |
| 133                                 | Guillaume De Almeida (FRA) | 61e                        |
| 134                                 | Ricardo Ferreira (POR)     | 27e                        |
| 135                                 | David Rodrigues (POR)      | 28e                        |
| 136                                 | Pablo Guerrero (ESP)       | 30e                        |
| 137                                 | Carlos Antón Jiménez (ESP) | 15e                        |
| 138                                 | César Fonte (POR)          | 11e                        |
| Directeur sportif : José dos Santos |                            |                            |